# Грицько Григоренко
Грицько Григоренко (справжнє ім'я Олександра Євгенівна Судовщикова-Косач; 16 (28) березня 1867, Макар'єв, Костромська губернія — 27 квітня 1924, Київ) — українська письменниця, перекладачка, феміністка та громадська діячка. Учасниця літературного гуртка «Плеяда». Подруга і сподвижниця Лесі Українки (пізніше й невістка) та Олени Пчілки (в поважному віці проживала та творила спільно з нею).

## Життєпис
Олександра Судовщикова народилася 1867 року в місті Макар'єв у Костромській губернії (нині Костромська область, РФ), де її батько Євген Судовщиков був на засланні, а мати Ганна Іванівна поїхала з ним. Батько був другом Михайла Драгоманова та належав до київської «Старої громади».
Від 1868 р. Олександра з матір'ю жила в родині Драгоманових у Києві на вулиці Жандармській, 55. Від самого дитинства Олександра (Шура, Шурель, Рашель, Річі) приятелювала з Лесею Українкою, адже з матір'ю вони часто влітку відпочивали в родині Косачів на Полтавщині та Волині.
1885 року з золотою медаллю і правом працювати домашньою вчителькою закінчила Київську гімназію для дівчат. Від 1885 р. навчалася на історико-філологічному відділі Вищих жіночих курсів в Києві, який закінчила 1888 р.

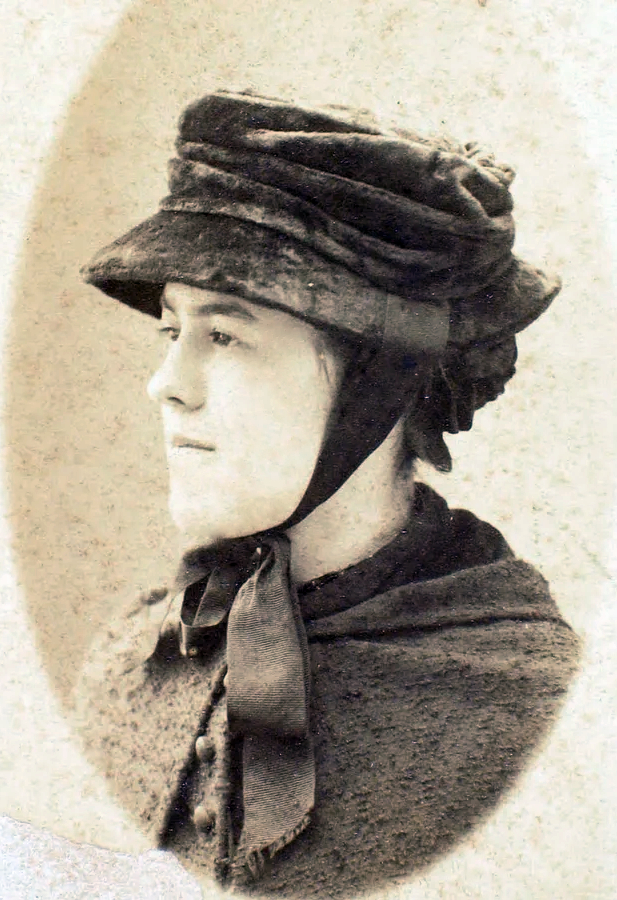
Грицько Григоренко, 1898 або 1899 р.

12 вересня 1893 року Олександра Судовщикова одружилася з Михайлом Косачем у Києво-Подольській Христорождественській церкві. На весіллі були Ольга Косач-Кривинюк, Леся Українка, за свідків з боку нареченого — Олександр Хойнацький та Орест Остроградський; від нареченої — Петро Антонович Косач та Максим Славинський. Після одруження всі поїхали до Колодяжного. Звідти Судовщикова з матір'ю їде на Полтавщину, а Михайло Косач у Дерпт (нині Тарту, Естонія), де закінчує університет і залишається працювати на фізико-математичному факультеті. Згодом Олександра з матір'ю приєднується до чоловіка.
13 (25) лютого 1898 року народжує доньку Євгенію.
Від 1901 р. Судовщикова живе в Харкові, де чоловік влаштувався на роботу ближче до батьків та розбудовував метеорологічну галузь на Харківщині.
1903 р., після смерті чоловіка, повертається з матір'ю та дочкою до Києва, на вулицю Лабораторну, 11 (будинок Петра Приходька).
1910 р. Олександра Судовщикова закінчила юридичне відділення Київських вищих жіночих курсів і працювала правозаступницею у юридичній колегії, потім у міському суді, була активісткою Товариства захисту трудящих жінок.
Щоліта до 1914 року разом з дочкою та матір'ю Судовщикова відпочивала в родинному батьківському маєтку на Оржицькому (Безбродьковому) хуторі Полтавської губернії. З 1914 року через Першу світову перебралася з ними жити до міста Гадяч в родинний маєток Драгоманових, а 1917 р. повернулася назад до Києва. Невдовзі через невдоволення роботою переїхала до Гадяча, де заробляла домашнім учителюванням і творчою працею.
В останні роки життя, оселившись у Могилеві разом із Оленою Пчілкою, жила з дрібних заробітків.
Олександра Судовщикова померла в Києві від злоякісної пухлини 27 квітня 1924 року, похована на Кудрявському кладовищі в Києві, через кілька років перепохована на Лук'янівському цвинтарі.

## Літературна діяльність
Олександра Судовщикова рано почала писати вірші французькою, російською, а згодом — українською.
Наприкінці 1880-х — на початку 1890-х входила до літературного гуртка «Плеяда».
Авторка натуралістичних оповідань переважно з українського селянського побуту, а також робітничого життя («Смерди», «Пересельці», «Ніяк не вмре», «Чи по правді?», «Людям», «Машиніст» та ін.); нарисів 1908 р. «Семеро», «Ecce homo», «Сон сильніший», «Краса»; оповідань для дітей (збірка «Дітки», 1918), п'єс «Яблука» (1918); «Дімин сон» (1917), опублікована 1930), «Другая женщина», «Отчего?», «Батько»; спогадів «Хаос», знайдених у дочки Євгенії лише 1980 року (рукопис зберігається у фондах Київського музею Лесі Українки). Створила галерею розмаїтих психологічних портретів селянства та української інтелігенції.
Перекладала літературні твори з французької, англійської та шведської мов. Переклала французькою комедію «Одруження» Миколи Гоголя.
Судовщикова належала до кола молоді, яка гуртувалася навколо Лесі Українки, в пізніші роки творила та проживала з Оленою Пчілкою.
У 1898 році в Дерпті під загальною назвою «Наші люди на селі» трьома випусками виходять друком імпресіоністичні оповідання Судовщикової під псевдонімом Грицька Григоренка. Твори прихильно зустріли Іван Франко та Леся Українка, хоч і критикували за песимізм. Порадником, критиком, редактором та спонсором видання її творів був чоловік. Разом з ним Олександра працювала над перекладами з англійської та шведської і вела спільний щоденник.
У 1910-х в Гадячі співпрацювала з київською газетою «Рада», періодичними виданнями «Рідний край», «Літературно-науковий вістник», «Молода Україна».
Твори Грицька Григоренка зусиллями Олени Пчілки видано 1930 року у двох томах харківським виданням «Рух».

### Збірки творів
- Наші люди на селі, 1898, Тарту
- Твори, т. 1–2. Х., 1930
- Вибрані твори. К., 1959
- [Вірші]. В кн.: Тридцять українських поетес. К., 1968
- Оповідання. К., 1988
- Хаос: (Уривки спогадів). «Слово і час», 1997, № 2.

Матеріали про життя і творчість Грицька Григоренка зберігаються у відділі рукописів Інституту літератури ім. Т. Шевченка НАН України (фонд № 45).